# Средний план

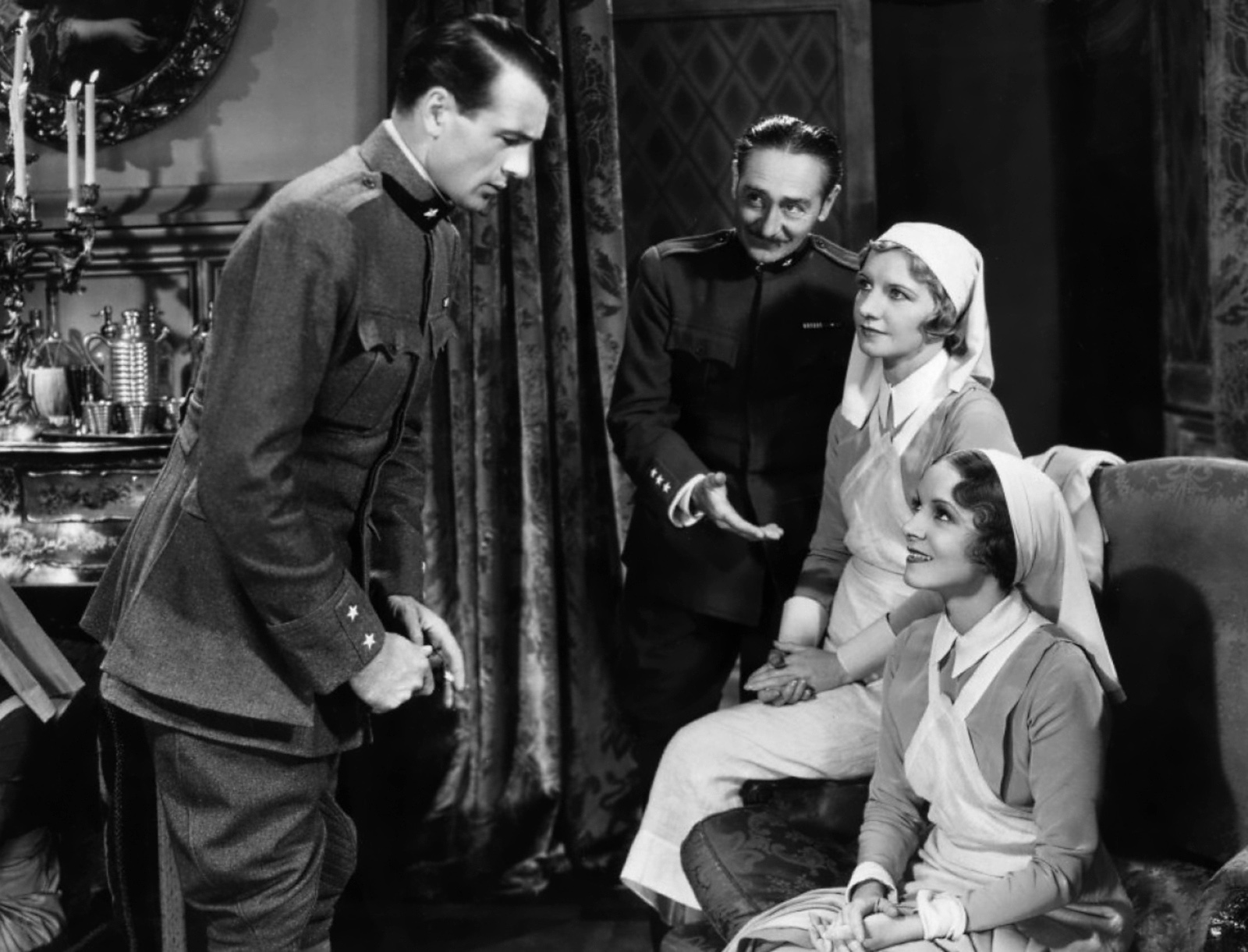
Кадр фильма «Прощай, оружие!», снятый средним планом

Средний план — понятие в кинематографе, телевидении и (в меньшей степени) в фотографии, описывающее такое расположение камеры, которое позволяет акцентировать внимание зрителя на той или иной части сцены, выделяемой из общего плана. Разница между понятиями среднего и общего плана размыта и в различных кинематографических школах отличается. В большинстве случаев, средним планом считается такая крупность, при которой в кадре видны два-три человека, ведущие диалог. Это достигается при отображении в кинокадре человеческой фигуры до колена или по пояс: такая точка зрения считается общепринятой в Европе. Иногда средним планом считается отображение фигуры в полный рост.
Средний план позволяет полноценно показывать актёрские диалоги, а также отображать жестикуляцию в той же мере, что и мимику. Иногда различают два вида среднего плана, получивших в российском кинопроизводстве названия «первый средний» и «второй средний». В первом случае актёр показан в кадре по грудь, а во втором — до середины бедра. Второй средний план часто называют «американским», поскольку такая крупность использовалась в вестернах для показа героя с кобурой револьвера. Решение о съёмке того или иного монтажного кадра средним, общим или крупным планом принимается на стадии подготовки режиссёрского сценария. При документальной съёмке оператор выбирает крупность плана самостоятельно, руководствуясь базовыми правилами монтажа.
В американской фотографии понятию среднего плана соответствует жаргонное выражение «десятифутовый снимок» (англ. Ten-foot picture), означающее крупность, получаемую при использовании нормального объектива для съёмки с расстояния в десять футов или три метра. Выражение было характерно для новостной фотографии первой половины XX века и распространено среди современных свадебных фотографов.